# ダグラス・ヘンシュオール
- ダグラス・ヘンシュオール[1]
- ダグラス・ヘンシャル[2]

ダグラス・ヘンシュオール（Douglas Henshall、1965年11月19日 - ）は、スコットランドの俳優。テレビドラマ『プライミーバル』でのニック・カッター役で知られている。

## 経歴
1965年11月19日、グラスゴーに生まれる。イースト・レンフルーシャーで育った。1998年、ピーター・ミュラン監督・脚本の映画『オーファンズ』に出演する。2005年、ロジャー・スポティスウッド監督の映画『リプリー 暴かれた贋作』に出演する。2013年より、テレビドラマ『シェトランド』で主演を務める。2007年から恐竜SFドラマ『プライミーバル』の主人公ニック・カッターを演じる。2009年に番組を降板したが、これについては恐竜や古生物がCGであるためグリーンスクリーン相手に演技をしなければならないことに対し嫌気がさしたのではないかという噂がネット上に広がっている。2014年には、クリスチャン・レヴリング監督の映画『悪党に粛清を』に出演した。
2014年、『シェトランド』での演技が評価され、BAFTAスコットランドにより最優秀男優賞にノミネート。当時は落選したものの、2016年に受賞した。

## フィルモグラフィー

### 映画
- 変態愛 インセクト（1995年）
- ザ・コンクエスト（1997年）
- イフ・オンリー（1998年）
- オーファンズ（1998年）
- アンビリーバブル（2003年）
- リプリー 暴かれた贋作（2005年）
- ドリアン・グレイ（2009年）
- 悪党に粛清を（2014年）

### テレビ
- 炎の英雄 シャープ「ヨークシャーの闇」（1997年）
- プライミーバル（2007年 - 2009年）
- シェトランド（2013年 - ）
- アウトランダー（2015年）